# 交響曲第8番 (シベリウス)
交響曲第8番は、ジャン・シベリウスが手がけた大規模な作品として最後のものであったが、完成したものが公開されることはなかった。この作品のスコアは1945年にシベリウス自身によって焼却され、存在しない。この作品は、20世紀における最大の音楽上の謎とされている。

## 作品の存在を示唆するもの
シベリウスは1926年に最後の完成作である交響詩『タピオラ』を完成させたが、その完成後、さらに30年生きた。そして、その期間ずっと交響曲第8番の作曲に取り組んでいたとする説もある 。
彼は、早ければ1930年ごろに交響曲第8番を仕上げると約束していた。1931年にベルリンで「交響曲は大きな歩幅で進んでいる」と報告し、同年12月の日記には「私は『第8番』を書いている。青春のまっただ中だ」と記している。また、妻アイノへの手紙で、交響曲の構成を説明している。さらには、1930年代半ばに、五線紙を大量に発注したという記録が残っている。
この作品の第1楽章は、1933年に浄書された。第1楽章は23頁あり、シベリウス自身の見積もりによると、全曲はその8倍の大きさになるはずだった。1933年9月4日付けの領収書、およびその裏面のシベリウスによるメモが、このことを示している。

## 初演の約束
シベリウスは、新作の交響曲の初演がセルゲイ・クーセヴィツキー指揮のボストン交響楽団によって1931年および1932年に行なわれ、ロンドン初演は1933年にベイジル・キャメロンを指揮者としてロイヤル・フィルハーモニック協会によって行なわれると約束し、広告を打って宣伝した。また、イェオリ・シュネーヴォイクト指揮のヘルシンキ・フィルハーモニー管弦楽団による演奏も計画されていた。しかし結局、交響曲第8番は完成しなかった。

## 自筆譜の破棄
シベリウスの妻アイノは、夫が1945年に自筆譜を火にくべたのを見ており、その時燃やされたもののうちいくつかは完成した交響曲第8番だったと思われると述べている。
シベリウスは不安や抑うつ傾向があったが、そのような破壊的な行動の前例はなかった。かつては、自らの交響曲第5番の初稿と『カレリア』組曲の拡張版を破棄したと考えられていたが、その両方とも、現在では存在が確認されている。

## シベリウス自身の発言
シベリウスは、ジャーナリストと交響曲第8番について語ることを拒否したが、プライベートでは同僚や友人に対して交響曲の話をした。しかし、彼の言ったことは矛盾していた。ある友人には交響曲第8番のいくつかの楽章を書き留めたと話したが、別の友人には交響曲第8番はまだ心の中にのみ存在すると語った。また、交響曲第8番が多分書かれ、そして破棄された時期からみてずっと後である1950年代にも、シベリウスは「まだ交響曲第8番の作曲に取り組んでいる」と述べていた。
1938年から、1957年にシベリウスが死去するまで個人秘書を務めていたサンテリ・レヴァスは、「私は、老いたシベリウスは交響曲第8番以外の仕事を念頭に置いていなかったと信じている。彼は、何か曲を作るよう頼まれた時は（こういうことは稀ではなかった）私に、大きな仕事のアイデアにとりつかれていると答えていた。彼は多くの場面で、この方法によって作曲の依頼を断った。そしてしばしば、彼は死の前に主要な作業を完了するだろうと私に言った」と述べている。

## スケッチの発見
何年もの間、残っている交響曲第8番の痕跡は、交響曲第7番の筆写譜に含まれている傍注のみとされていた。妻アイノは、作品111b、オルガンのための2つの小品の第2曲『葬送音楽』は、交響曲第8番の素材に基づいていると主張していた。
しかし、シベリウス全集の編集長であるティノ・ヴィルタネンによれば、ヘルシンキ大学図書館に、シベリウスの遺族から寄贈されたアーカイブには、行方不明の交響曲第8番に関連する可能性がある大規模な自筆譜が含まれていた。これらの自筆譜から抽出された3つのスケッチは、オーケストレーションを施され、2011年10月にヨン・ストルゴールズ指揮のヘルシンキ・フィルハーモニー管弦楽団によって初演された。この発見により、交響曲の全部または一部の復元が可能かもしれないと言われている。後に、オッコ・カム指揮、ラハティ交響楽団により《4つのフラグメント》と題してCDがリリースされた。